# Wallers
Wallers (in olandese Wallaar) è un comune francese di 5 620 abitanti situato nel dipartimento del Nord nella regione dell'Alta Francia. È nota nel mondo del ciclismo in quanto ospita la Foresta di Arenberg, uno dei tratti più difficili della classica del pedale Parigi-Roubaix.

## Società

### Evoluzione demografica
Abitanti censiti